# Biscotes en la cocina turca

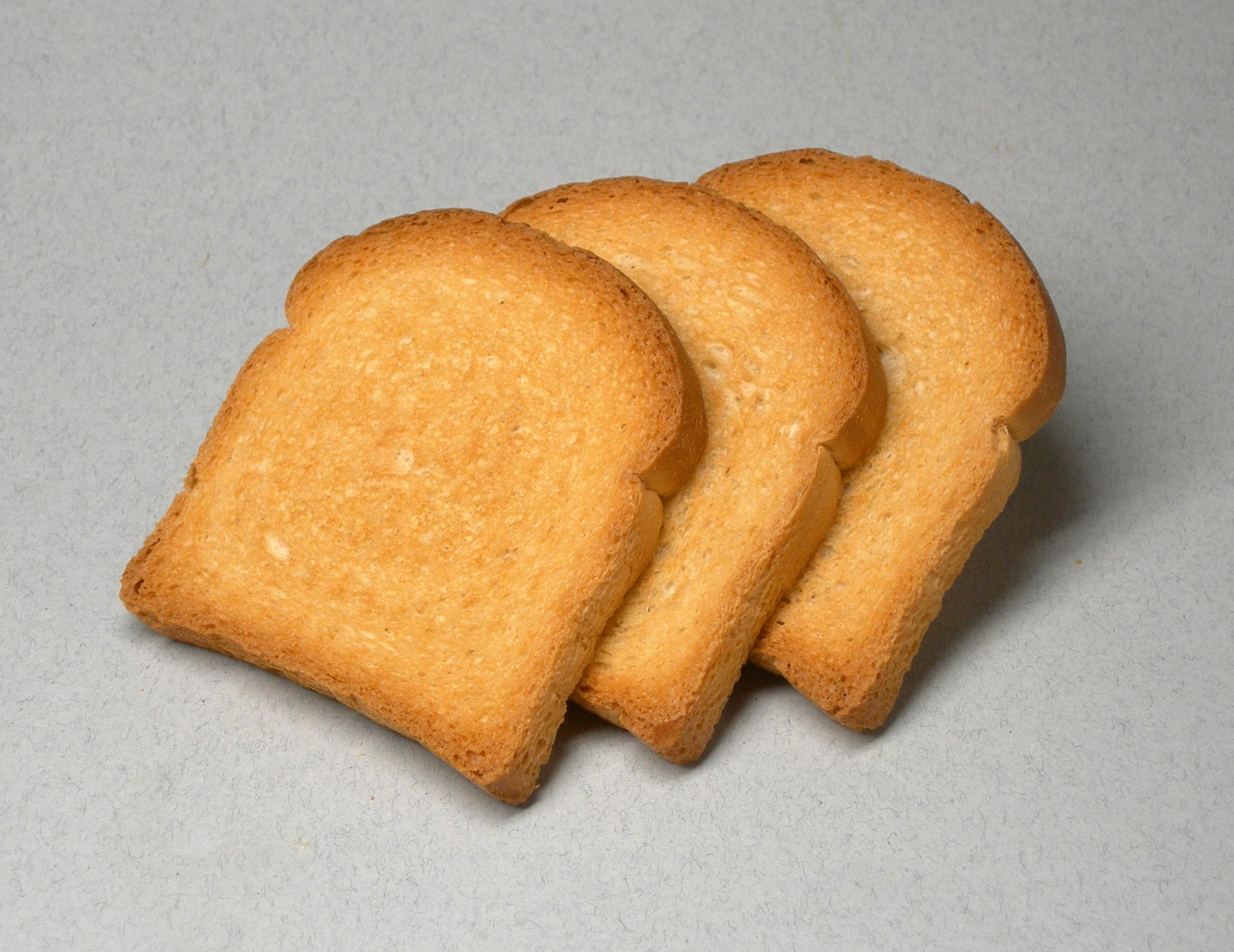
Etimek.

Los biscotes en la cocina turca son el etimek, el peksimet, el gevrek y la galeta, todos panes duros sin levadura (y ‘cocidos dos veces’) como indica el origen del nombre genérico.

## Variantes

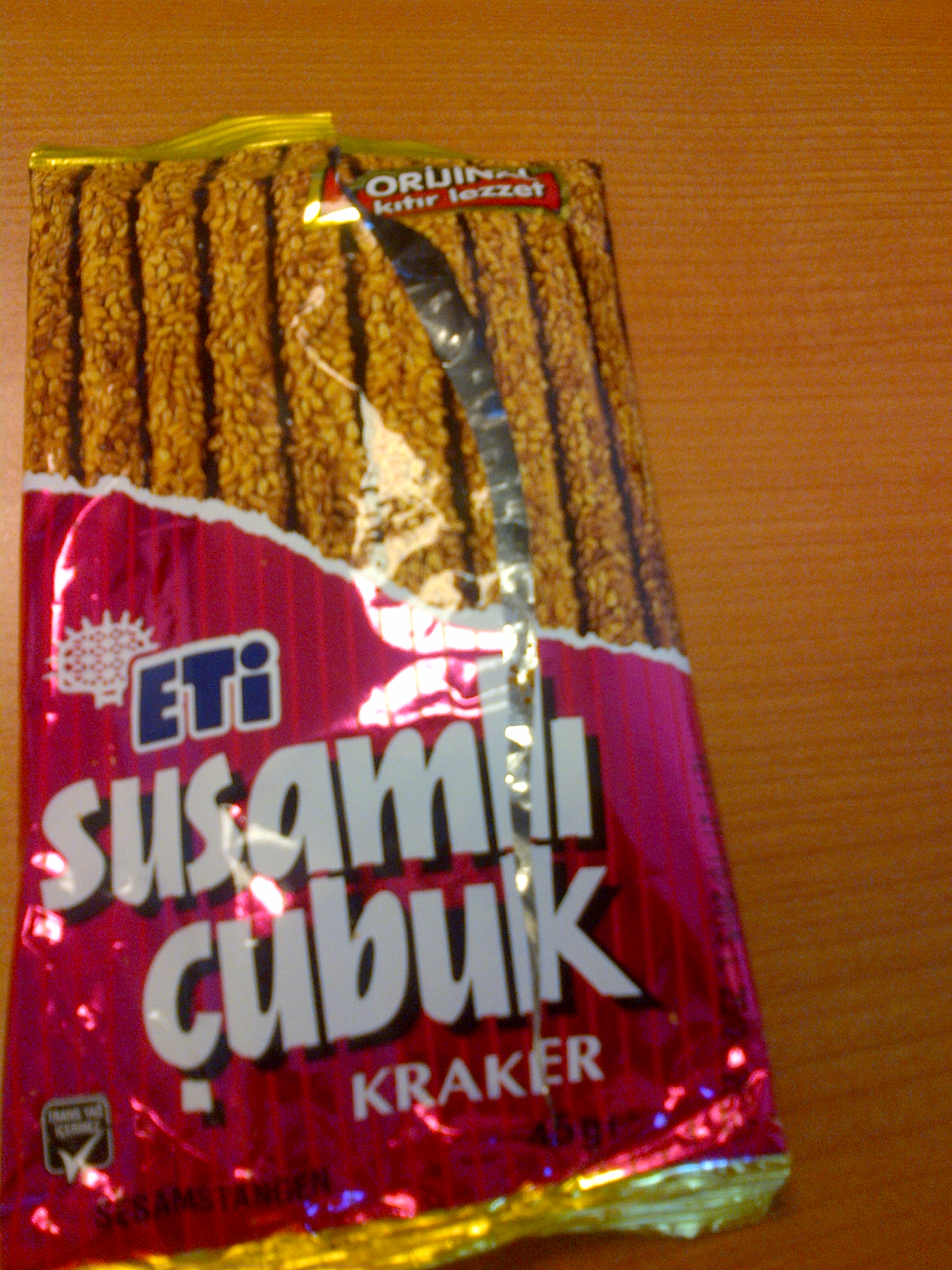
Palitos de sésamo turcos, se consideran una merienda junto con el té turco o se consumen como alternativa del pan.

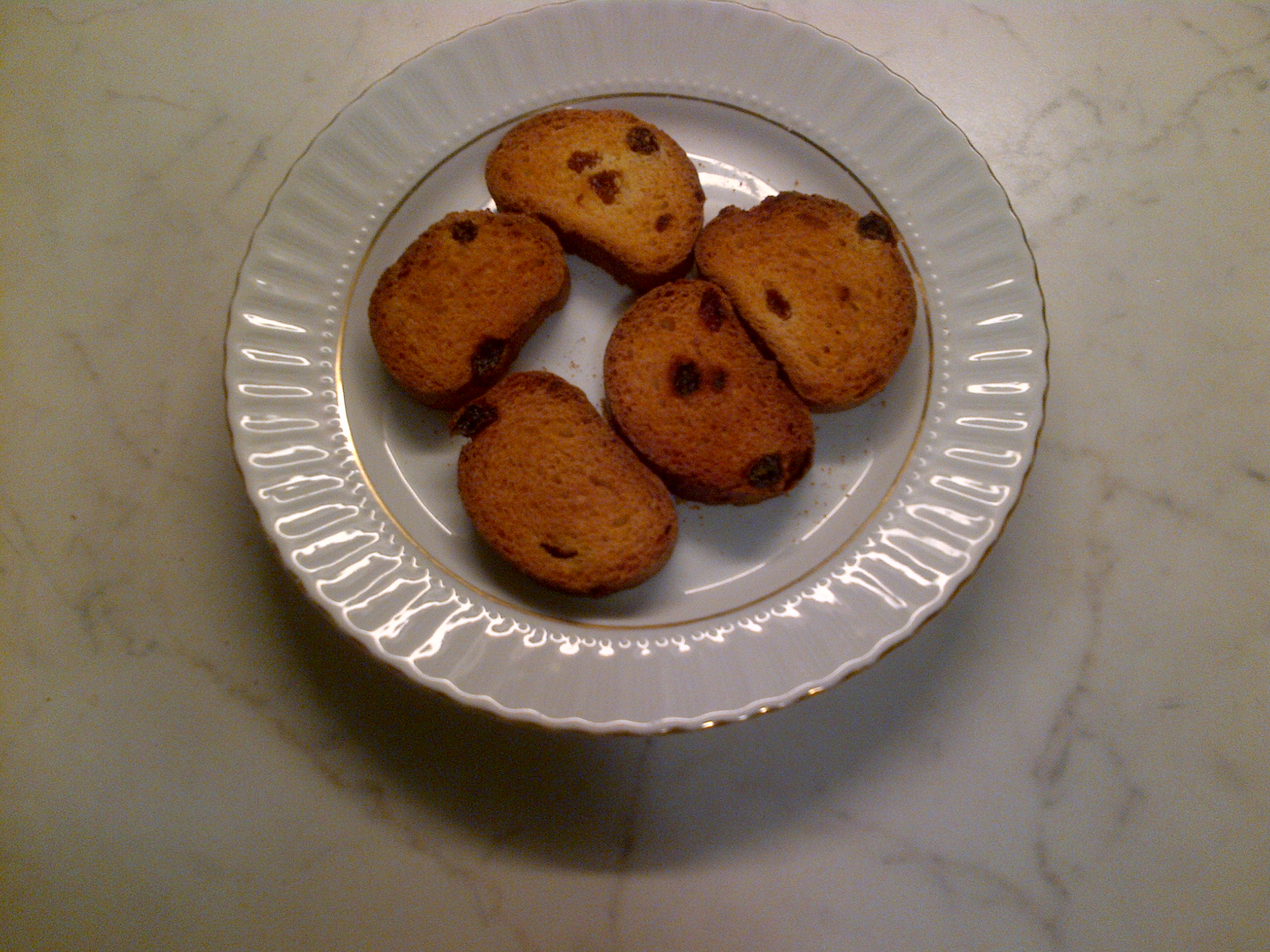
Gevrek, un biscote dulce, con uvas pasas.

- En la cocina turca el biscote en general se llama" peksimet". La palabra es de procedencia griega - paximadi (oπαξιμάδι) que significaba pan de cebada en Bizancio. Los turcos hornearon "paximadi" dos veces y le quitaron el agua. Así, peksimet ha sido, por siglos, un alimento básico para los marineros otomanos, y también por los soldados turcos tanto en la Primera Guerra Mundial como en la Guerra de Liberación Nacional.[1]

- A finales del siglo pasado, Eti, una de las mayores compañías de industria alimentaria en Turquía ha introducido la versión turca del biscote alemán "Zwieback" (en la imagen) bajo el nombre comercial Etimek, combinando el nombre de la marca (Eti) con él de pan (ekmek) en turco. El producto ha sido tan exitoso que hoy en día "etimek" se ha convertido en una palabra común como "aspirin" (la aspirina) o "jilet" (hoja de afeitar, de Gillette).[nota 1]

- Otro biscote turco son las "galeta" (de galetta en italiano y galette en francés)[2] que se trata de palos duros de pan, muchas veces huecos por dentro, sin levadura. Estos palitos son diferentes a los "susamlı çubuk" (palitos de sésamo) y los "tuzlu çubuk" [palitos can sal (gruesa)], ambas variedades también muy comunes y arraigadas en la cultura culinaria de Turquía. También existen galetas tipo hoja, llamadas yaprak. Galetas tipo "hoja" (yaprak galeta).

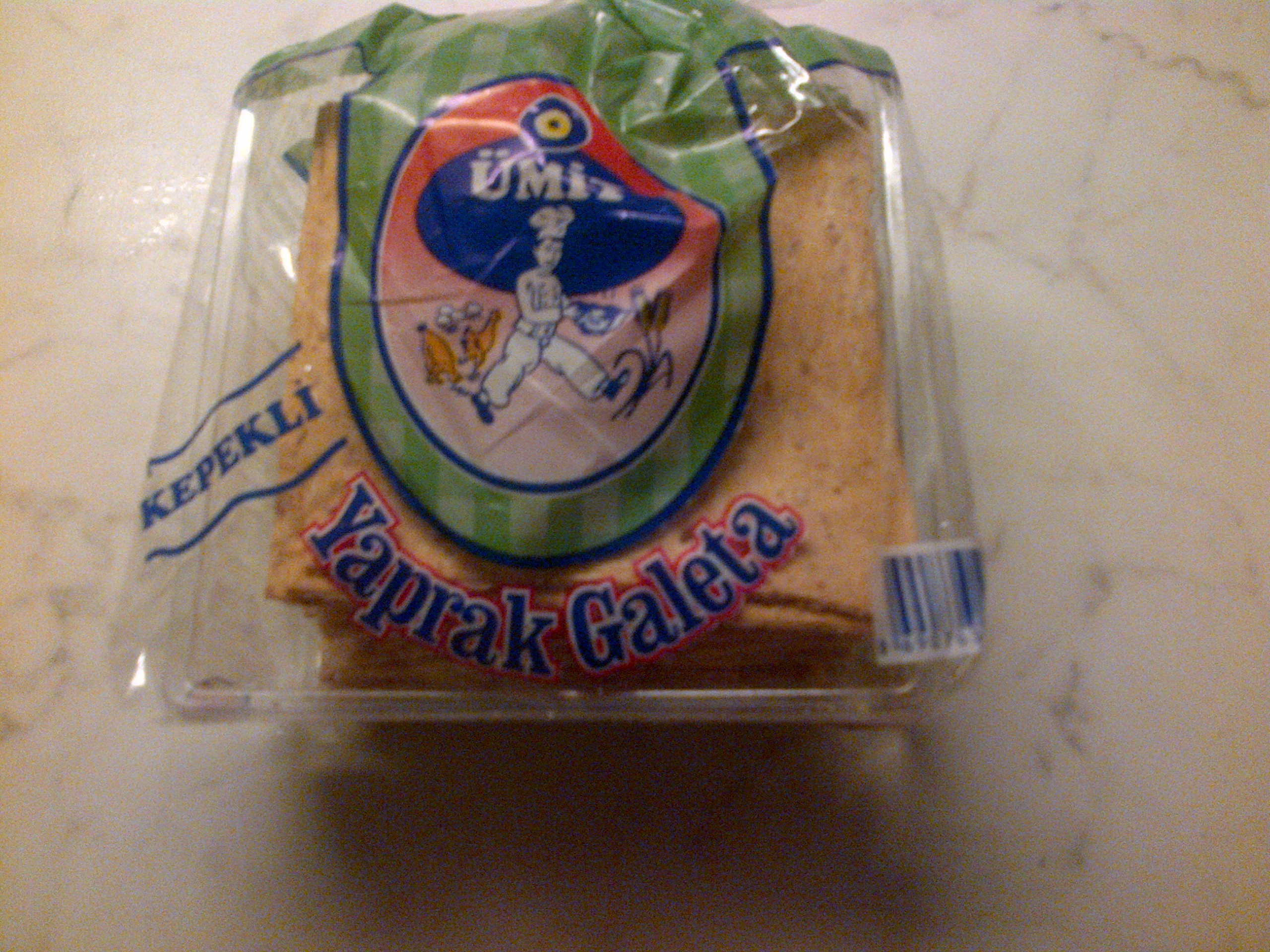
Galetas tipo "hoja" (yaprak galeta).

- Por último están los biscotes dulces que se llaman "gevrek". Gevrek tiene variedades con pasas, avellanas, anís y otras frutas y frutos. Gevrek se prepara casi como un pan de barra, se hornea con sus ingredientes de sabor (pasas, avellanas etc) dentro de su masa y una vez cocido se rebana (ver imagen). Después de rebanados los "gevrek" se hornean por segunda vez. (Nota: No hay que confundir este gevrek con su homónimo en turco que significa "simit" en Esmirna y alrededores.)